# Anaspella subparallela
Anaspella subparallela is een keversoort uit de familie bloemspartelkevers (Scraptiidae). De wetenschappelijke naam van de soort is voor het eerst geldig gepubliceerd in 1981 door Pankow.